# Christian Decker (Wirtschaftswissenschaftler)

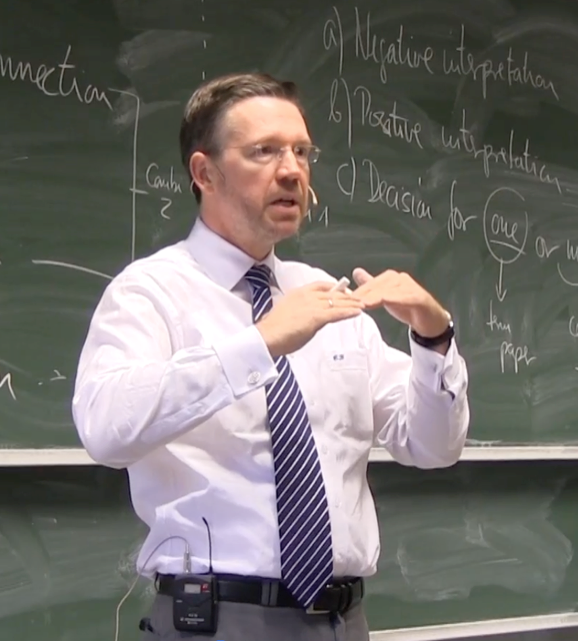
Christian Decker

Christian Decker (* 30. August 1966 in Hamburg) ist ein deutscher Wirtschaftswissenschaftler, Hochschullehrer und E-Learning-Autor. Er ist Inhaber einer Professur für Internationale Betriebswirtschaftslehre mit den Lehrschwerpunkten Internationale Finanzierung und Unternehmensfinanzierung an der Hochschule für Angewandte Wissenschaften Hamburg (HAW Hamburg).

## Leben
Decker studierte von 1989 bis 1994 Betriebswirtschaftslehre an der Universität Hamburg. Das Thema seiner von Albert J. Rädler betreuten Diplomarbeit lautete: „Der Einfluß der körperschaftsteuerlichen Bemessungsgrundlage auf den Wettbewerb im EG-Binnenmarkt – Eine Stellungnahme zur Mitteilung der EG-Kommission vom 26. Juni 1992 (SEK (92) 1118 endg.)“.
1994 bis 1997 arbeitete er als Gutachter und Treuhänder bei der  C&L Deutsche Revision AG (heute PricewaterhouseCoopers) in Hamburg.  Von 1997 bis 2007 war er im Corporate & Investment Banking der DZ Bank in Frankfurt am Main zunächst im Bereich Structured Finance/Project Finance und danach im Bereich Fixed Income/Asset Securitisation beschäftigt.
2007 wurde Christian Decker am Institut für Weltwirtschaft und Internationales Management (IWIM) des Fachbereiches Wirtschaftswissenschaft der Universität Bremen zum Dr. rer. pol. promoviert. Das Thema der von Axel Sell betreuten Dissertation lautete „Grundsätze ordnungsmäßiger Offenlegung der wirtschaftlichen Verhältnisse bei internationalen Projektfinanzierungen: Prüfungstheoretische Fundierung und Operationalisierung von § 18 Satz 1 KWG bei zukunftsorientierter Kreditvergabeentscheidung“.
Im Jahr 2007 wurde er als Professor für Außenwirtschaft und Internationales Management an die Hochschule für Angewandte Wissenschaften Hamburg (HAW Hamburg) berufen.
Er ist Gründer und Mitgesellschafter der iCADEMICUS GmbH, Frankfurt am Main, ein auf die Konzeption, Erstellung und Durchführung von elektronischen Lehr- und Weiterbildungsangeboten spezialisiertes Unternehmen.

## Arbeitsschwerpunkte
Seine Interessensgebiete umfassen neben International Corporate and Structured Finance sowie Corporate and Investment Banking insbesondere Fragen der Hochschuldidaktik und verschiedene Ausprägungen des Lernens und Lehrens mit elektronischen Medien. Er setzt in seinem Unterricht u. a. das Inverted Classroom Model (Flipped Classroom) sowie reine E-Learning-basierte Formate ein.

## Auszeichnungen
- 2012: Hamburger Lehrpreis der Freien und Hansestadt Hamburg[3]
- 2017: Hamburger Lehrpreis der Freien und Hansestadt Hamburg[4]

## Schriften (Auswahl)
- Internationale Projektfinanzierung: Konzeption und Prüfung. Norderstedt 2008.
- Zum Modellcharakter der Finanzplanung: Implikationen für Konstruktion und Prüfung, in: A. Krylov, T. Schauf (Hrsg.). Internationales Management: Fachspezifische Tendenzen und Best-Practice. Festschrift für Axel Sell zum 65. Geburtstag. Hamburg, Münster 2008. S. 173–188.
- Kapitel Finanzierung, in: GPM Deutsche Gesellschaft für Projektmanagement e.V. / M. Gessler (Hrsg.), Kompetenzbasiertes Projektmanagement (PM3): Handbuch für die Projektarbeit, Qualifizierung und Zertifizierung auf Basis der IPMA Competence Baseline Version 3.0, Nürnberg 2009.
- Deutsche Direktinvestitionen in Entwicklungs- und Reformländer seit 1985 – Eine Analyse der wichtigsten Investitionstrends am Beispiel der BRIC-Länder, in: Investitionsgarantien der Bundesrepublik Deutschland – Direktinvestitionen Ausland – Jahresbericht 2010. (gemeinsam mit N. Ribberink)
- The Instructor as Navigator: Empirical Evidence of the Implementation of the ICM at HAW Hamburg, in: J. Handke und E.-M. Großkurth (Hrsg.), The Inverted Classroom Model – the 3rd German ICM-Conference – Proceedings, Gruyter, Berlin 2014, S. 3–13. (gemeinsam mit S. Beier)
- Academic Research and Writing. Eine Fallstudie zur Implementierung eines Inverted Classroom Models (ICM) an der HAW Hamburg, in: J. Haag, J. Weißenböck, W. Gruber, C. F. Freisleben-Teutscher (Hrsg.). Neue Technologien – Kollaboration – Personalisierung: Beiträge zum 3. Tag der Lehre an der FH St. Pölten am 16. Oktober 2014, St. Pölten 2014, S. 22–29. (gemeinsam mit S. Beier)
- Academic research and writing: A concise introduction. Frankfurt am Main 2016. (gemeinsam mit R. Werner)